# Józef Ciemior
Józef Ciemior (ur. 15 listopada 1893, zm. 29 września 1974 we Londynie) – polski żołnierz, działacz społeczny.

## Życiorys
Urodził się 15 listopada 1893<. Podczas I wojny światowej służył w Legionach Polskich. Jako żołnierz I batalionu 1 pułku piechoty w składzie I Brygady był słuchaczem zorganizowanego w październiku 1915 III kursu telefonicznego, zaś 10 listopada 1915 trafił na leczenie do szpitala w rezerwowego Cieszynie.
W młodości był piłkarzem Czarnych Lwów. Podczas II wojny światowej służył w szeregach Polskich Sił Powietrznych w Wielkiej Brytanii w dywizjonie 309 jako mechanik w stopniu starszego sierżanta. Otrzymał numer służbowy RAF 784657.
Po wojnie pozostał na emigracji w Wielkiej Brytanii. W 1967 został awansowany przez władze RP na uchodźstwie na stopień podporucznika tytularnego.
Był aktywnym działaczem społecznym. Został współzałożycielem i członkiem Koła Lwowian w Londynie. Był przedstawicielem wydawnictw katolickich w Paryżu na Wielką Brytanię.
Był żonaty, w czerwcu 1971 obchodził wraz z żoną 50-lecie małżeństwa. Miał syna Romana. Zmarł 29 września 1974 w Londynie. Został pochowany na tamtejszym Cmentarzu North Sheen. 

## Ordery i odznaczenia
- Krzyż Walecznych[4]
- Medal Lotniczy – czterokrotnie[3]
- Benemerenti (Watykan, odznaczony przez papieża Pawła VI, udekorowany 10 lutego 1966 przez bp. Władysława Rubina w Londynie)[7][8]
- polskie i zagraniczne odznaczenia[4]